# The Killers (1964)
The Killers is een Amerikaanse misdaadfilm uit 1964 onder regie van Don Siegel. Het scenario is gebaseerd op de gelijknamige novelle uit 1927 van de Amerikaanse auteur Ernest Hemingway. Destijds werd de film in Nederland uitgebracht onder de titel Hogeschool der onderwereld.

## Verhaal
De huurmoordenaars Charlie en Lee dringen binnen in een blindeninstituut om er de leraar John North van kant te maken. Charlie dwingt het schoolhoofd om te vertellen in welk klaslokaal hun slachtoffer zich bevindt. Na het uitvoeren van hun opdracht zit het de beide huurmoordenaar dwars dat hun slachtoffer geen weerstand bood en ze besluiten daarom diens verleden uit te pluizen. Zo komen ze erachter dat North een gevierde autocoureur was wiens loopbaan ten einde kwam na een zwaar ongeluk. Ze maken ook kennis met zijn monteur Earl Sylvester, die hun vertelt dat North op het toppunt van zijn carrière hartstochtelijk verliefd werd op Sheila Farr, het liefje van de onbetrouwbare crimineel Jack Browning. Hij blijkt de opdrachtgever geweest te zijn voor de moord. Bovendien ontdekken Charlie en Lee dat Browning hem als chauffeur heeft ingehuurd om een postwagen te overvallen.

## Rolverdeling
| Acteur             | Personage                   |
| ------------------ | --------------------------- |
| Lee Marvin         | Charlie Strom               |
| Angie Dickinson    | Sheila Farr                 |
| John Cassavetes    | Johnny North                |
| Clu Gulager        | Lee                         |
| Claude Akins       | Earl Sylvester              |
| Norman Fell        | Mickey Farmer               |
| Ronald Reagan      | Jack Browning               |
| Virginia Christine | Juffrouw Watson             |
| Don Haggerty       | Bestuurder van de postwagen |
| Robert Phillips    | George Fleming              |
| Kathleen O'Malley  | Juffrouw Leslie             |
| Ted Jacques        | Gymleraar                   |
| Irvin Mosley jr.   | Bewaker van de postwagen    |
| Jimmy Joyce        | Verkoper                    |
| Davis Roberts      | Ober                        |

## Prijzen en nominaties
| Jaar | Prijs   | Categorie    | Genomineerde(n) | Uitslag  |
| ---- | ------- | ------------ | --------------- | -------- |
| 1965 | BAFTA's | Beste Acteur | Lee Marvin      | Gewonnen |

## Trivia
- Ook de jonge Andrej Tarkovski verfilmde het korte verhaal van Hemingway: in 1956 draaide hij met Ubiytsy een trouwe versie van The Killers. Het was zijn eerste korte film en die rondde zijn filmstudie af.
- De latere Amerikaanse president Ronald Reagan sloot met deze misdaadfilm zijn filmcarrière af. Hij vertolkte hier voor het eerst en het laatst een booswicht.